# Sergej Popov (basketballer)
Sergej Vladimirovitsj Popov (Russisch: Сергей Владимирович Попов) (Moskou, 17 april 1960) is een voormalig professioneel basketbalspeler die speelde voor teams in de Sovjet-Unie en Turkije. Hij werd Meester in de sport van de Sovjet-Unie, Internationale Klasse.
Hij studeerde af aan de Russische Staatsuniversiteit voor Lichamelijke Opvoeding, Sport, Jeugd en Toerisme (GTSOLIFK).

## Carrière
Popov begon zijn carrière bij Dinamo Moskou in 1978. Met Dinamo werd Popov twee keer derde om het landskampioen van de Sovjet-Unie in 1980 en 1982. In 1982 verhuisde Popov naar CSKA Moskou. Met CSKA werd Popov vier keer landskampioen van de Sovjet-Unie in 1983, 1984, 1988 en 1990. Ook werd hij drie keer tweede in 1985, 1986 en 1987 en één keer derde in 1991. In 1991 verliet Popov CSKA en vertrok naar PTT in Turkije. In 1993 stopte Popov met basketballen.

## Erelijst
- Landskampioen Sovjet-Unie: 4
  - Winnaar: 1983, 1984, 1988, 1990
  - Tweede: 1985, 1986, 1987
  - Derde: 1980, 1982, 1991